# قصيبة (القطن)

'

تعديل مصدري - تعديل

قصيبة هي إحدى قرى عزلة القطن بمديرية القطن التابعة لمحافظة حضرموت، بلغ تعداد سكانها 258 نسمة حسب تعداد اليمن لعام 2004.